# Willem Jacob Hendrik Fagel
Willem Jacob Hendrik baron Fagel, ('s-Gravenhage. 16 januari 1774 – voor Lissabon, 17 november 1822) was een Nederlands militair en diplomaat. 

## Biografie
Fagel was lid van de familie Fagel en een postuum geboren zoon van mr. François Fagel (1740-1773) en Anna Maria Boreel (1739-1781); hij bleef ongehuwd.
Fagel werd militair in het Oranje-Friesland-regiment en onderscheidde zich in 1793 bij de zogenaamde Postenoorlog in Vlaanderen bij Roncq als hoofd van een detachement Hollandse gardes te paard. Daarna trad hij in dienst van de marine en beëindigde daar vlak voor de omwenteling van 1795 als luitenant-ter-zee. Gedurende de Franse bezettingsjaren verbleef hij in het buitenland, mogelijk bij zijn broers in Engeland, om in 1813 na de uitroeping van de onafhankelijkheid weer terug te keren naar zijn vaderland. In 1815 werd hij, net als zijn broers, verheven in de adelstand met de titel van baron en werd hij Nederlands diplomaat te Londen, vanaf 1813 legatiesecretaris te Londen, vanaf 1814 bij zijn broer Hendrik Fagel (1765-1838) die de Nederlandse ambassadeur te Londen was, om daarna zelf benoemd te worden tot ambassadeur (minister-resident), met standplaats Lissabon. Op weg naar die laatste stad overleed hij op 17 november 1822 kort voordat hij Lissabon bereikt had.